# Aldo Pastore
Aldo Pastore (Savona, 15 dicembre 1930 – Savona, 26 luglio 2022) è stato un politico italiano.